# Peter Schulze (Historiker)
Peter Schulze (* 1952) ist ein deutscher Historiker und Autor. Er gilt als „Kenner der Geschichte der jüdischen Einwohner und der jüdischen Gemeinden in Hannover“.

## Leben
Peter Schulze studierte Sozialwissenschaft und Geschichtswissenschaft an der Universität Hannover, wo er im Jahr 1997 bei Jürgen Seifert promoviert wurde. Schwerpunkt seiner Arbeiten sind die hannoversche Stadtgeschichte und die Geschichte der Juden in Hannover. Er forscht und veröffentlicht zu diesen Themenfeldern und kuratierte mehrere Ausstellungen über Einzelthemen.
Schulze beteiligte sich in den 1990er und 2000er Jahren an einem Forschungsprojekt der Staats- und Universitätsbibliothek Bremen, bei dem es um die Ermittlung der Eigentümer von 1600 Büchern im Bibliotheksbestand ging, die aus dem Besitz jüdischer Flüchtlinge stammten. Es handelte sich dabei um Emigrationsgut, das jüdische Emigranten während der Zeit des Nationalsozialismus in den Frachthallen des Bremer Freihafens eingelagert hatten und bei ihrer Ausreise zurücklassen mussten. Der Großteil dieses Guts wurde von der Gestapo beschlagnahmt und auf sogenannten „Juden-Auktionen“ versteigert, wobei ein Teil der angebotenen Bücher von der Bremer Staatsbibliothek erworben wurde. Bei späteren Nachfragen von Emigranten behaupteten die bremischen Behörden hingegen, noch bis in die 1950er Jahre, dass das Emigrationsgut angeblich durch Bombenangriffe während des Zweiten Weltkriegs verloren gegangen sei.
Die mit „Jud. A.“ gekennzeichneten Bände wurden dann im Jahr 1991 im Bibliotheksbestand der Bremer Staatsbibliothek „entdeckt“. Daraufhin führte die SUB eine systematische Erforschung durch, um dieses „Raubgut“ an die früheren Eigentümer, beziehungsweise deren Nachkommen, zurückzugeben – soweit sich diese ermitteln ließen. Die Staats- und Universitätsbibliothek Bremen wurde mit diesem Forschungsprojekt zum „Pionier“ von Folgeaktionen an anderen deutschen Bibliotheken. Ein Teil dieses Buchbestandes wies Besitzvermerke und Widmungen auf, wodurch es möglich wurde, bislang rund 290 Bücher an die Nachfahren der einstigen Eigentümer zurückzugeben.
Einige Spuren in einer Reihe dieser Bücher führten nach Hannover, wo es Peter Schulze gelang, das Schicksal einzelner Bücher und ihrer einstigen Besitzer zu rekonstruieren. Unter anderem konnten von ihm elf Bücher dem jüdischen hannoverschen Bürger Henry Seligmann (1880–1933) zugeordnet werden, der als Münzhändler bekannt war. Seligmann verstarb im Jahr 1933; seine Witwe ging eine zweite Ehe ein und emigrierte kurz nach der Reichspogromnacht im November 1938 zusammen mit ihrem zweiten Ehemann in die USA. Zu ihrem Emigrationsgut, das dann im Bremer Freihafen „verlorenging“, gehörten auch 135 Bücher als Erinnerungsstücke an ihren verstorbenen Mann.
Insgesamt konnte Schulze das Schicksal von 38 jüdischen Emigranten aus Hannover beleuchten und in mehreren Fällen Bücher an Nachkommen zurückgegeben werden, so auch elf Bände von „Seligmanns Büchern“. Die in den 1990er Jahren erfolgten Buchrückgaben fanden – nicht nur als „symbolischer Akt der Wiedergutmachung“, sondern auch wegen der hohen emotionalen Bedeutung dieser Erinnerungsstücke für die Eigentümerfamilien – großes öffentliches Interesse und es wurden darüber weltweit mehrere Berichterstattungen in den Medien vermeldet. In der Folge erstellte Schulze die Wanderausstellung „Seligmanns Bücher“, die erstmals im Jahr 1999 in Hannover gezeigt wurde. Anfang 2005 wurden die Arbeitsergebnisse des Forschungsprojektes in einer öffentlichen Ausstellung in der Bremer Staats- und Universitätsbibliothek vorgestellt, wofür Schulze seine Wanderausstellung überarbeitete und mit einigen Büchern und Dokumenten ergänzte, sowie auch als Referent auftrat.

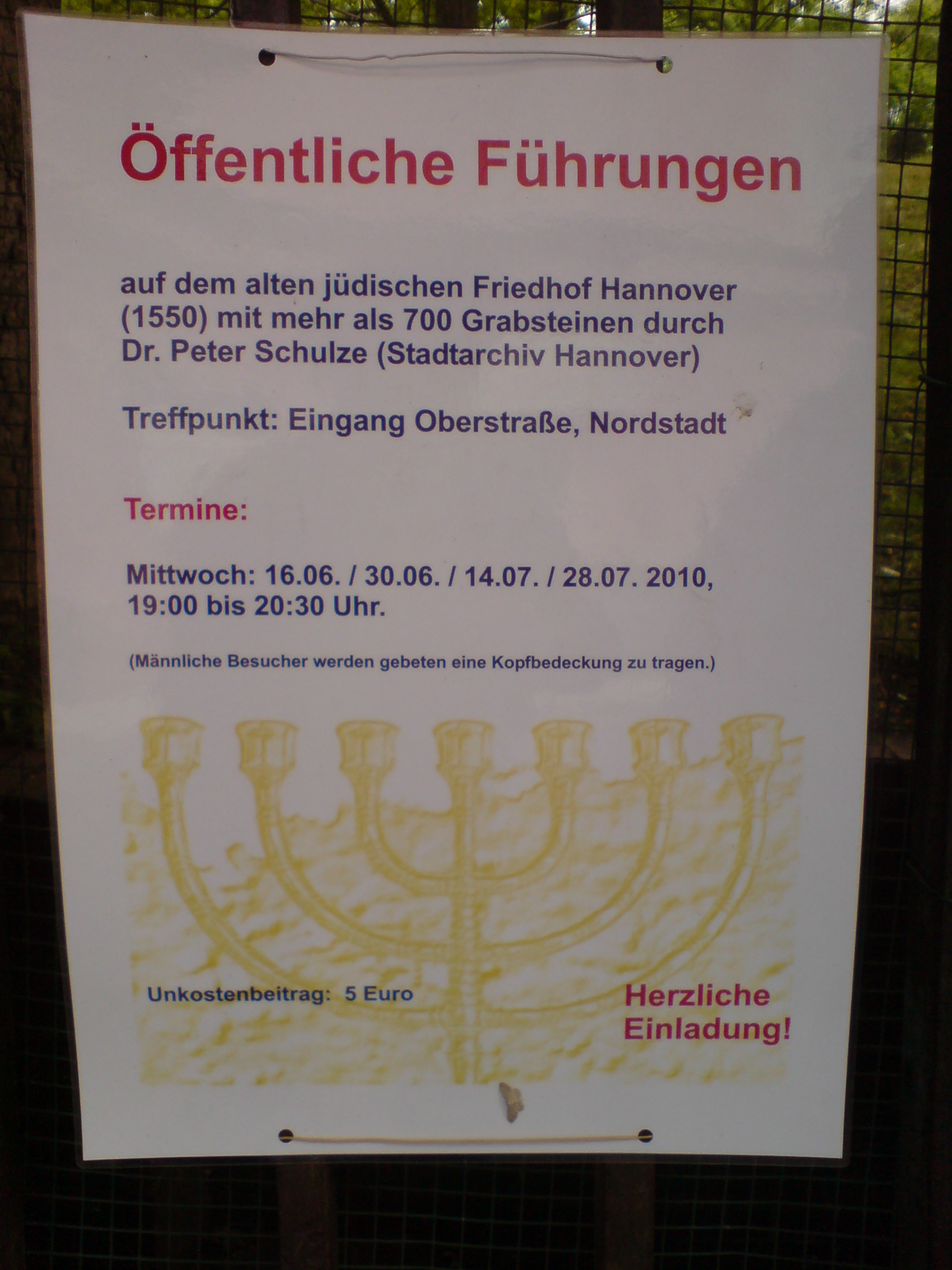
Führungen von Peter Schulze im Juni/Juli 2010 über den Alten Jüdischen Friedhof an der Oberstraße

Schulze betätigte sich in Hannover als Stadtführer zu ortsgeschichtlichen Themen wie Führungen über den Alten Jüdischen Friedhof, den Jüdischen Friedhof An der Strangriede und über den neuen Jüdischen Friedhof Bothfeld, die seitdem wiederholt von ihm angeboten und durchgeführt wurden. 2006 nahm er für den Volksbund Deutsche Kriegsgräberfürsorge e. V. Führungen über den Stadtfriedhof Stöcken vor, auf dem sich etwa 2000 Kriegsgräber aus dem Ersten und Zweiten Weltkrieg befinden.
Als die „rollende Ausstellung“ Zug der Erinnerung im Januar 2008 auf dem Hauptbahnhof in Hannover Station machte und dort zu besichtigen war, beteiligte Schulze sich an dem Begleitprogramm durch historische Führungen in der Alten Predigthalle auf dem Jüdischen Friedhof An der Strangriede in Hannover-Nordstadt.

## Publikationen (Auswahl)
- Stadtlexikon Hannover. Von den Anfängen bis in die Gegenwart. Herausgeber: Klaus Mlynek/Waldemar R. Röhrbein, Schlütersche Verlagsgesellschaft, Hannover 2009, ISBN 978-3-89993-662-9. (Redaktionelle Mitarbeit, Autor von Einzelbeiträgen)
- mit Ulf Brückner, Elmar Schürmann: Anwalt ohne Recht. Schicksale jüdischer Rechtsanwälte im Bezirk des heutigen Oberlandesgerichts Oldenburg. Isensee, Oldenburg 2007, ISBN 978-3-89995-415-9.
- Spurensuche. Enteignete Bücher als historische Quellen. In: Thomas Elsmann (Hrsg.): Auf den Spuren der Eigentümer. Erwerb und Rückgabe von Büchern jüdischer Eigentümer am Beispiel Bremen. Staats- und Universitätsbibliothek Bremen, Bremen 2004 (= Schriften der Staats- und Universitätsbibliothek Bremen, Bd. 5), S. 69–95.
- Buch der Erinnerung. Die ins Baltikum deportierten deutschen, österreichischen und tschechoslowakischen Juden. Bd. 1 und 2. Herausgeber: Volksbund Deutsche Kriegsgräberfürsorge e. V., Riga-Komitee der Deutschen Städte, Stiftung Neue Synagoge Berlin – Centrum Judaicum, Gedenkstätte Haus der Wannsee-Konferenz; Bearb.: Wolfgang Scheffler/Diana Schulle, K. G. Saur Verlag, München 2003, ISBN 3-598-11618-7, Text deutsch und englisch. (Mitarbeit)
- Die Ausstellung „Seligmanns Bücher“. Enteignete Bücher als historische Quellen. In: Niedersächsischer Landtag (Hrsg.): Jüdischer Buchbesitz als Beutegut. Symposium im Niedersächsischen Landtag am 14. November 2002. Niedersächsischer Landtag, Hannover 2003 (= Schriftenreihe des Niedersächsischen Landtages, Nr. 50), S. 11–16.
- Mit Davidsschild und Menora. Bilder jüdischer Grabstätten in Braunschweig, Peine, Hornburg, Salzgitter und Schöningen. Ausstellungen 1997–2002. DGB-Region SüdOstNiedersachsen, Braunschweig 2003 (= Regionale Gewerkschaftsblätter, Heft 18).
- Beiträge zur Geschichte der Juden in Hannover. Hahn, Hannover 1998, ISBN 3-7752-4956-7 (= Hannoversche Studien, Band 6).
- Namen und Schicksale der jüdischen Opfer des Nationalsozialismus aus Hannover. Verein zur Förderung des Wissens über jüdische Geschichte und Kultur e. V., Hannover 1995.
- Nicht die Zeit, um auszuruhen. Dokumente und Bilder zur Geschichte der hannoverschen Arbeiterbewegung 1814–1949, hrsg. von der Industriegewerkschaft Metall für die Bundesrepublik Deutschland, Verwaltungsstelle Hannover, Hannover: Verlag Buchdruckwerkstätten Hannover, 1990, ISBN 3-89384-007-9
- Juden in Hannover. Beiträge zur Geschichte und Kultur einer Minderheit. Texte und Bilder der Ausstellungen „Juden in Hannover“ und „Historische Thoravorhänge aus Hannovers früheren Synagogen“ in der Alten Predigthalle. Kulturamt der Stadt Hannover, Hannover 1989 (= Kulturinformation Nr. 19).
- Über die Geschichte des jüdischen Friedhofs An der Strangriede. Gesonderter Beitrag zu: Juden in Hannover. Kulturamt der Stadt Hannover, Hannover 1989.
- „… dass die Juden in unsern Landen einen Rabbinen erwehlen …“. Beitrag zum 300. Jahrestag der Errichtung des Landrabbinats Hannover am 10. März 1987. Landesverband der Jüdischen Gemeinden von Niedersachsen und Jüdischen Gemeinde Hannover, Hannover 1987.

## Ausstellungen (Auswahl)
- Seligmanns Bücher. Von der späten Rückgabe des Eigentums jüdischer Flüchtlinge aus Hannover – Staats- und Universitätsbibliothek Bremen (2005; erweiterte Version der Ausstellung von 1999)[2][3]; Universitätsbibliothek Osnabrück (2008)
- Jüdische Grabsteine in der Nordstadt – Hannover (2004)[5]
- Synagogen in Hannover – Hannover sowie Hameln (jeweils 2004)
- Seligmanns Bücher – Stadtarchiv Hannover (1999); Deutsche Bücherei in Leipzig (2000); Niedersächsische Landesbibliothek in Hannover (2002)
- Historische Thoravorhänge aus Hannovers Früheren Synagogen – Hannover-Nordstadt (1989)
- Juden in Hannover – Hannover-Nordstadt (1988)